# Verneuil-Petit
Verneuil-Petit of Le Petit Verneuil is een gemeente in het Franse departement Meuse in de regio Grand Est en telt 124 inwoners (2004). De plaats maakt deel uit van het arrondissement Verdun.

## Geografie
| Aangrenzende gemeenten | Aangrenzende gemeenten | Aangrenzende gemeenten | Aangrenzende gemeenten | Aangrenzende gemeenten |
| ---------------------- | ---------------------- | ---------------------- | ---------------------- | ---------------------- |
|                        |                        | Thonne-la-Long         |                        |                        |
|                        |                        |                        |                        |                        |
|                        |                        |                        |                        |                        |
|                        |                        |                        |                        |                        |
| Montmédy               |                        | Verneuil-Grand         |                        |                        |

De onderstaande kaart toont de ligging van Verneuil-Petit met de belangrijkste infrastructuur en aangrenzende gemeenten.

## Demografie
Onderstaande figuur toont het verloop van het inwonertal (bron: INSEE-tellingen).